# ŽVK Vela Luka
Ženski vaterpolski klub "Vela Luka"' je djelovao pri Vaterpolskom klubu "Vela Luka", odnosno Plivačkom klubu "Vela Luka" iz Vela Luke,  Dubrovačko-neretvanska županija. 
 
Osnovan je 1982. godine, te je nakon "Brodograditelja" iz Betine najstariji hrvatski vaterpolski klub. Djelovao je do 1984. godine, ali je u tom razdoblju osvojio sva održana prvenstva Hrvatske i Jugoslavije, te je jedini športski klub iz Vele Luke koji je osvojio državno prvenstvo.

## Uspjesi
Prvenstvo SR Hrvatske
- prvajinje: 1982., 1983., 1984.

Prvenstvo Jugoslavije
- prvakinje: 1983., 1984.

## Unutrašnje poveznice
- Vela Luka
- Vaterpolski klub Vela Luka